# اف‌رم

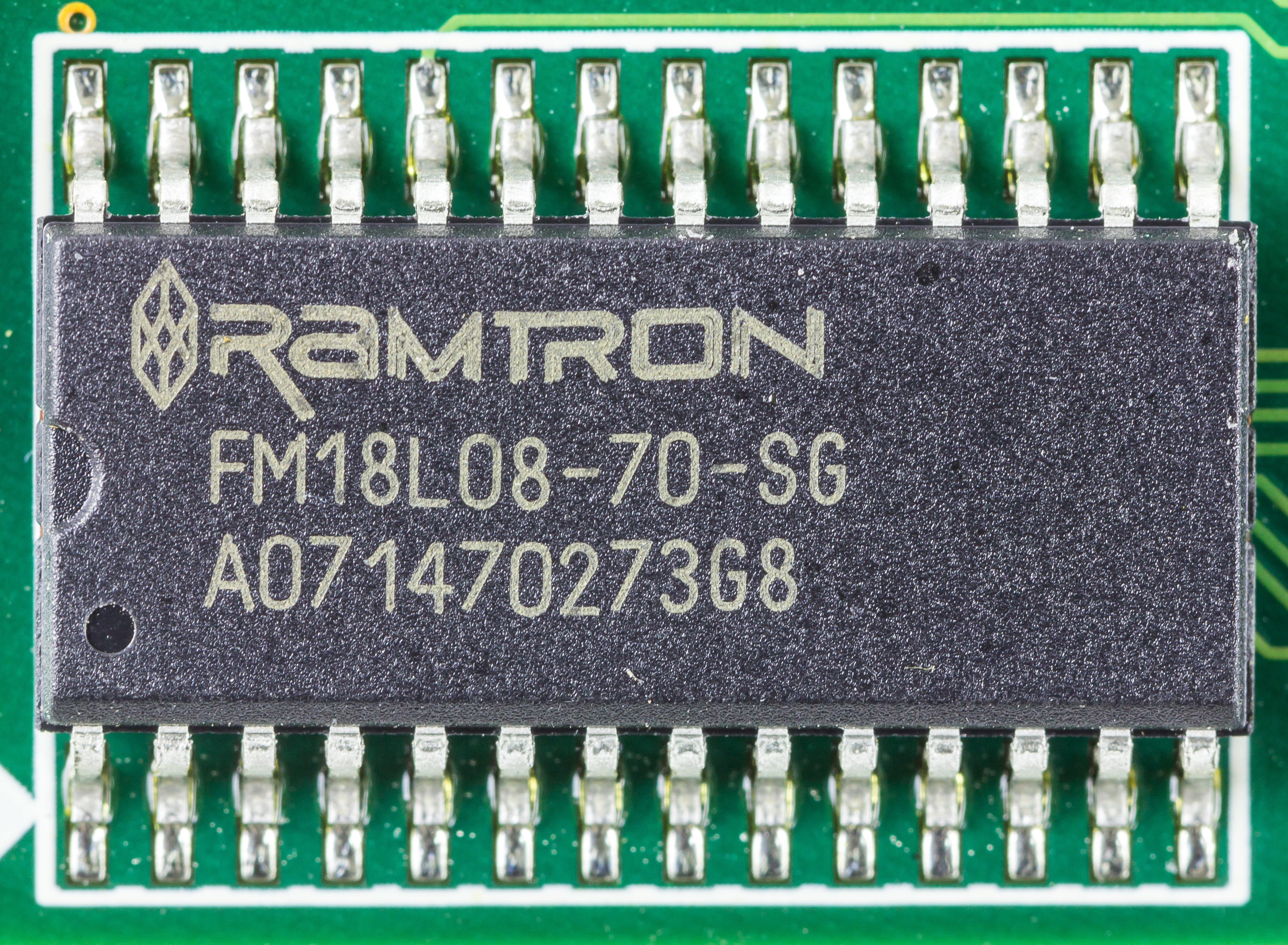
نمونه ای از اف رم

اف‌رم (به انگلیسی: FRAM) نوع خاصی از حافظه‌های دایمی هستند که توانایی پاک شدن و برنامه‌ریزی مجدد را دارند.
در حافظه‌های FRAM از ساختار حافظه‌های DRAM استفاده شده‌است با این تفاوت که به جای دی الکتریک خازن، یک ماده فرو الکتریک قرار دارد. این تغییر باعث دایمی شدن حافظه‌های FRAM و سرعت بسیار بالای آن‌ها شده‌است به‌طوری‌که در برخی موارد از این حافظه به عنوان حافظه موقتی RAM استفاده شده‌است. مواد فروالکتریک مانند مواد فرومغناطیس دارای حلقه ی هیسترزیس است و مشابه مواد فرومغناطیس که یک پلاریته ی مغناطیسی را در خود ذخیره می‌کنند، قادر به ذخیره کردن یک پلاریته ی الکتریکی در غیاب میدان الکتریکی هستند.